# El Valle (Candamo)
El Valle ist eines von elf Parroquias in der Gemeinde Candamo der autonomen Region Asturien in Spanien.
Das Parroquia ist seit alters her geprägt durch die Viehwirtschaft.
Über die Stationen der FEVE ist El Valle aus allen Richtungen gut erreichbar.

## Sehenswertes
- Pfarrkirche „Iglesia Parroquial de Nuestra Señora“

## Feste und Feiern
- 1. Wochenende im September – „Fiesta de Nuestra Señora“ in El Valle

## Dörfer und Weiler in der Parroquia
- Canales – 14 Einwohner 2011 - 43° 27′ N, 6° 3′ W
- Candamin – 12 Einwohner 2011
- El Valle – 107 Einwohner 2011 - 43° 28′ N, 6° 3′ W